# Treefight For Sunlight
Treefight For Sunlight er et dansk indie band fra Nordjylland bestående af Mathias Sørensen, Morten Winther Nielsen, Christian Rohde Lindinger og Niels Kirk.
Bandet udsendte i maj 2010 singlen "Facing The Sun" på de to Oh No Ono-medlemmer Kristoffer Rom og Aske Zidore's pladeselskab Tambourhinoceros, og samme uge blev nummeret P3's Uundgåelige og yndling på Soundvenue's High 5-liste, hvor den lå nr. 1 i de 4 efterfølgende uger.[kilde mangler] "Facing The Sun" blev senere af P3's lyttere kåret som årets sommerhit.[kilde mangler]
I august spillede bandet debutkoncert på Rust i København, hvor Anders Büchert fra Soundvenue kvitterede med 5 stjerner og ordene: "Der blev således budt på et væld af svulstige pophymner (…) der med storladne korarrangementer og fjerlette klaverfigurer ramte én lige i mellemgulvet og pludselig fik skruet forventningerne til gruppens debutalbum urealistisk højt i vejret."[kilde mangler]
den 4. oktober udgav bandet debutpladen A Collection Of Vibrations For Your Skull, som blev godt modtaget af anmelderne. Gaffa gav pladen 4/6, Soundvenue 5/6 og Dagbladet Informations Klaus Lynggaard skrev: “Iderigdommen synes ingen ende at tage, og resultatet lyder paradoksalt nok både legende let og sindssvagt komplekst. Dette er ren solskinsmusik, mine herskaber."[kilde mangler]
Kort efter udgivelsesdagen tog Treefight For Sunlight på turne med et andet debutorkester – The Rumour Said Fire – og spillede bl.a. en udsolgt koncert i Store Vega. Ved P3 Guld 2010 blev bandet nomineret til prisen P3 Talentet, men blev slået af Agnes Obel.
13. december udsendte bandet singlen "What Became Of You And I?" internationalt på det engelske pladeselskab Bella Union.

## Diskografi

### Studiealbums
- A Collection Of Vibrations For Your Skull, Oktober 2010 (Tambourhinoceros)
- Treefight For Sunlight, Februar 2011 (Bella Union)

### Singler
- "Facing The Sun" Maj 2010 (Tambourhinoceros)
- "What Became Of You And I?" September 2010 (Tambourhinoceros)
- "What Became Of You And I?" December 2010 (Bella Union)